# Le Noirmont
Le Noirmont je obec ve švýcarském kantonu Jura. Žije zde přibližně 1 800 obyvatel.

## Geografie

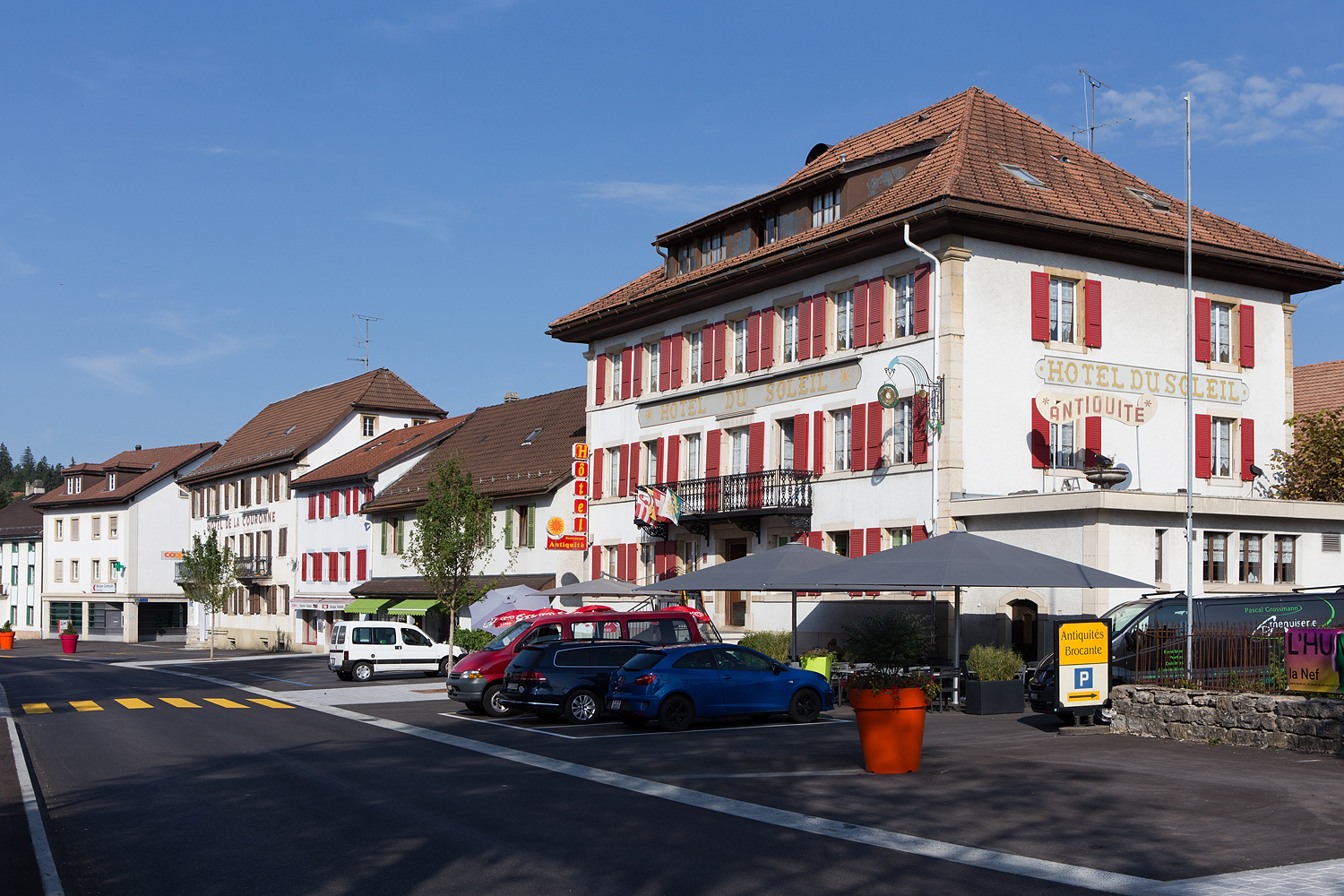
Centrum obce

Le Noirmont leží v nadmořské výšce 971 m, vzdušnou čarou pět kilometrů jihozápadně od okresního městečka Saignelégier. Obec se nachází na náhorní plošině Jury v oblasti Franches-Montagnes, přímo na okraji hluboce zaříznutého údolí řeky Doubs.
Území obce o rozloze 20,5 km² pokrývá část mírně zvlněné náhorní plošiny pohoří Jura, kde se střídají vřesovištní sníženiny, většinou bez povrchového odvodnění, s vápencovými vrcholky kopců. Celou jižní část území obce tvoří rozsáhlé jurské pastviny s velkými smrky stojícími jednotlivě nebo ve skupinách a také zalesněné plochy mezi nimi. Nejvyšší bod obce Le Noirmont se nachází na hřebeni Point de Vue v nadmořské výšce 1170 m. Na úplném jihu zasahuje území až do sníženiny La Chaux-d’Abel. Severozápadní hranici tvoří kaňonovitý tok řeky Doubs zaříznutý do náhorní plošiny Jury; svah údolí, který je vysoký kolem 500 m, je hustě zalesněný a protkaný četnými skalními výchozy (Grosse Côte, Roche Gipois). Severní hranice leží na nápadném skalnatém hřebeni Arête des Sommêtres (se zříceninou Spiegelberg) a na vrcholu Spiegelberg (1108 m n. m.). V roce 1997 tvořila 5 % rozlohy obce zastavěná plocha, 43 % lesy a lesní porosty, 51 % zemědělské plochy a necelé 1 % neproduktivní půda.
K obci Le Noirmont patří vesnice (místní části) Le Peu-Péquignot (995 m n. m.), Le Creux-des-Biches (1012 m n. m.) a Les Barrières (1000 m n. m.), které se nacházejí na náhorní plošině Franches-Montagnes, Les Côtes (830 m n. m.) na svahu vysoko nad Doubs a četné jednotlivé farmy roztroušené po pastvinách Jury. Sousedními obcemi Le Noirmont jsou Saignelégier, Muriaux, Les Breuleux a Les Bois v kantonu Jura, Saint-Imier v kantonu Bern a Charquemont a Charmauvillers v sousední Francii.

## Historie

Letecký pohled (1955)

Kořeny obce Le Noirmont sahají až k osvobození oblasti Franches-Montagnes od obvyklých daňových poplatků, které bylo zaznamenáno v roce 1384 v listině basilejského knížete-biskupa Imiera von Ramstein. První zmínka o vsi Noirmont pochází z roku 1397; název je odvozen od La Noire Montagne („černá hora“), jak se dříve nazývala hustě zalesněná oblast Franches-Montagnes. Obec patřila k panství Franches-Montagnes, které podléhalo basilejskému knížecímu biskupství.
Obec byla po svém založení kolem roku 1400 podřízena farnosti Montfaucon, a to až do roku 1596, kdy se stala samostatnou farností. V roce 1513 zde byla postavena kaple. Kostel Saint-Hubert ze 17. století, který byl od roku 1969 prázdný a jehož loď byla v letech 1883–1884 přestavěna, byl nahrazen novým stejnojmenným kostelem postaveným v letech 1964–1969 a později využívaným pro kulturní akce.
V letech 1793–1815 patřil Le Noirmont k Francii a zpočátku byl součástí départementu du Mont-Terrible, od roku 1800 byl připojen k départementu Haut-Rhin. Na základě rozhodnutí Vídeňského kongresu se obec v roce 1815 stala součástí kantonu Bern a 1. ledna 1979 se stalo součástí nově založeného kantonu Jura.

## Obyvatelstvo
| Rok            | 1850 | 1870 | 1900 | 1910 | 1930 | 1950 | 1960 | 1970 | 1980 | 1990 | 2000 |
| Počet obyvatel | 1544 | 1892 | 1681 | 1852 | 1596 | 1455 | 1559 | 1516 | 1505 | 1515 | 1561 |

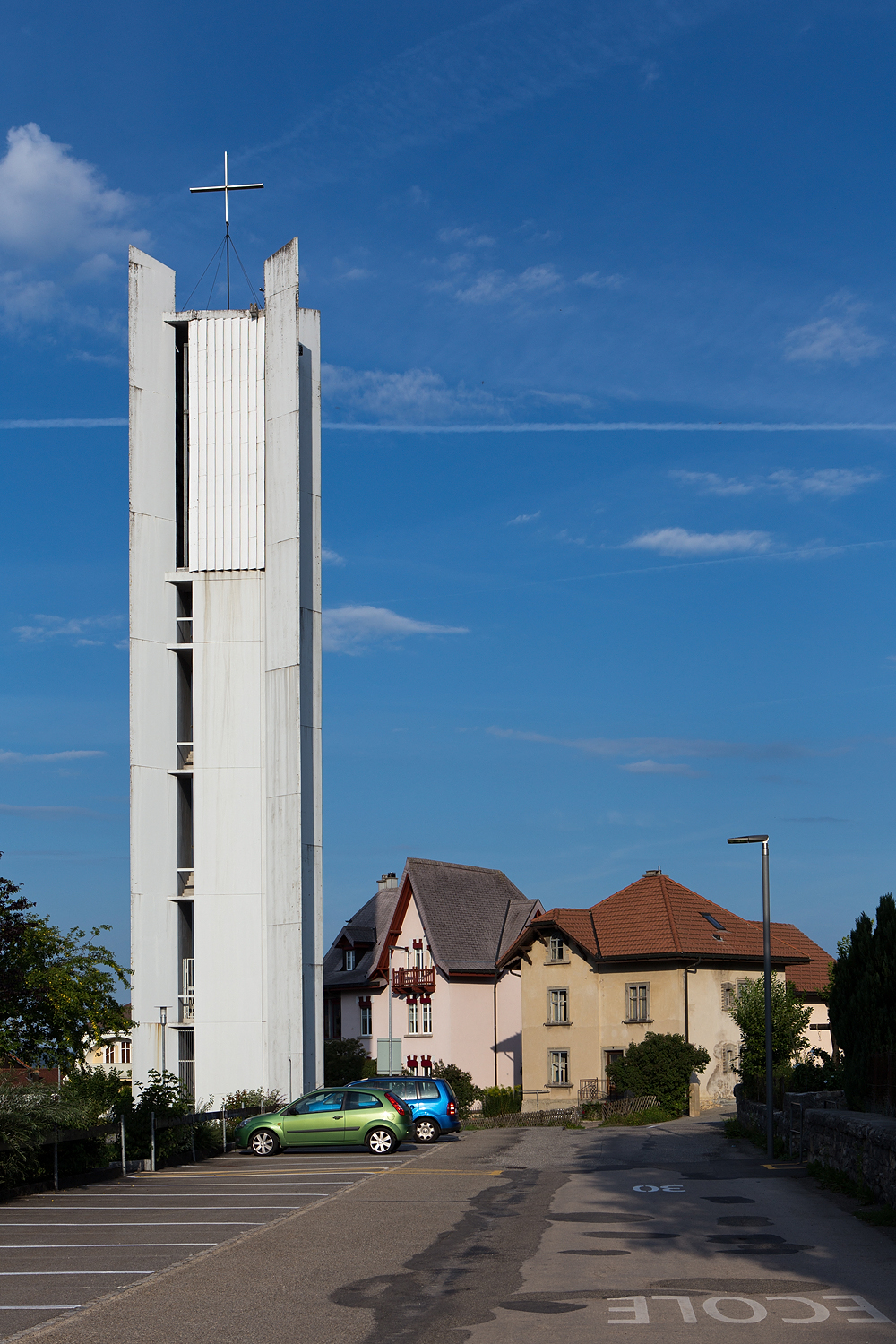
Moderní kostelní věž

Z celkového počtu obyvatel je 91,3 % francouzsky mluvících, 3,0 % německy mluvících a 1,9 % portugalsky mluvících (stav v roce 2000). Počet obyvatel Le Noirmontu dosáhl svého maxima již v roce 1870, ale zejména v první polovině 20. století došlo k výraznému poklesu počtu obyvatel. Od roku 1950 dochází pouze k menším výkyvům.

## Hospodářství
V průběhu 19. století se těžiště hospodářského života Le Noirmont přesunulo ze zemědělství do průmyslu. Dlouhou dobu bylo nejdůležitějším průmyslovým odvětvím v obci hodinářství, které se dnes omezuje na několik malých podniků a bylo nahrazeno strojírenským průmyslem. V sýrárně Fromagerie des Franches-Montagnes se vyrábí Tête de Moine, významný druh sýra v regionu. Pod La Goule na řece Doubs se nachází elektrárna, která zásobuje velkou část Franches-Montagnes a Vallon de Saint-Imier energií. V Roc Montès se od roku 1985 nachází rehabilitační centrum pro kardiovaskulární choroby v Jurovi.
Vesnice jsou však stále charakteristické zemědělstvím a zaměřují se na chov dobytka a mléka.

## Doprava

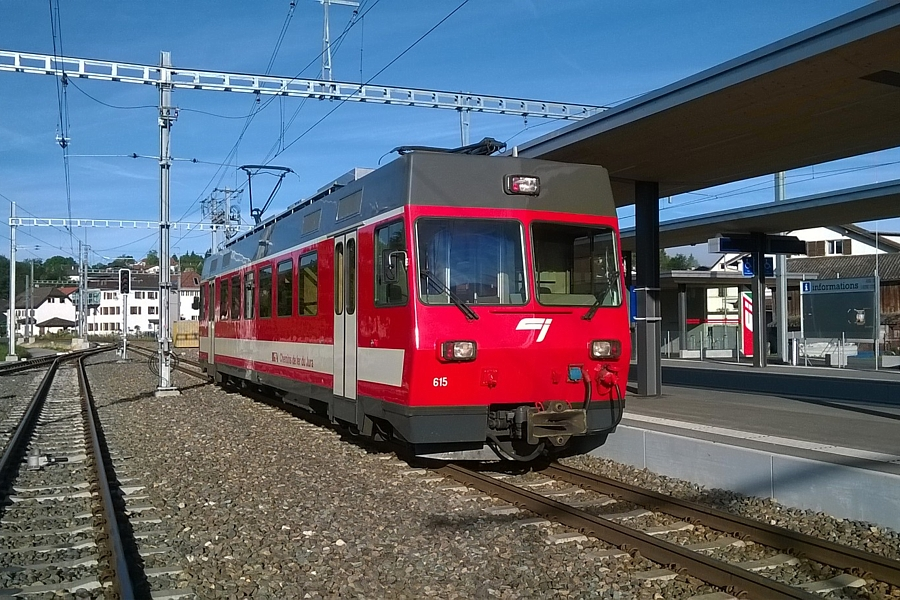
Vlak CJ ve stanici Le Noirmont

Obec má dobré dopravní spojení. Leží na hlavní silnici z Delémontu do La Chaux-de-Fonds. Dne 7. prosince 1892 byla otevřena železnice Saignelégier – La Chaux-de-Fonds se stanicí v Le Noirmont a další v Le Creux-des-Biches. Dráha Tramelan – Breuleux – Noirmont byla otevřena 16. prosince 1913 a obě železniční tratě La Chaux-de-Fonds-Saignelégier a Tramelan-Le Noirmont provozuje od roku 1944 společnost Chemins de fer du Jura (CJ). Tratě Chemins de fer du Jura v okolí Le Noirmont jsou tratě s metrovým rozchodem.